# Carlia spinauris
Carlia spinauris — вид сцинкоподібних ящірок родини сцинкових (Scincidae). Ендемік Індонезії.

## Поширення і екологія
Carlia spinauris відомі за зразком, зібраним на острові Тимор, поблизу Лелогами.